# Robo al Banco Río de Acassuso
El robo al Banco Río de Acassuso, denominado como «El robo del siglo» fue un robo a mano armada llevado a cabo el 13 de enero de 2006 a las 13:05 (UTC -3) en la ciudad de Acassuso, Partido de San Isidro, Provincia de Buenos Aires Argentina.

## Planeamiento
En septiembre del año 2004, Fernando Araujo, oriundo de San Isidro, artista plástico, profesor de karate y jiu-jitsu-brasileño de 36 años, empezó a idear el robo a un banco. En ese momento, Araujo, domiciliado en Acassuso, empezó a buscar un banco cercano. Allí se encontró con el Banco Río, ubicado en la Avenida del Libertador y calle Perú. Araujo tenía un conocido de la escuela secundaria llamado Sebastián García Bolster, al cual le propuso la idea, que no era su amigo pero sabía que era hábil técnicamente y también manipulador de herramientas mecánicas. Los dos trabajaron meses en el planeamiento observando las instalaciones, hasta que Araujo se resignó y detuvo el planeamiento, ya que veía imposible la ejecución del robo. 
Retomó el objetivo semanas después al investigar y encontrar un desaguadero a diez cuadras del banco. Araujo y Bolster midieron las cuadras con metros en cada tapa de alcantarilla hasta el Banco Río. El objetivo principal era picar la pared y la tierra hasta llegar a la bóveda bancaria del establecimiento. La falta de tiempo y dinero, llevó a Araujo buscar otra persona más que se comprometiera con el proyecto para que lo que contactó con El Doc, un delincuente que integraba bandas de delincuencia organizada en Argentina. Araujo todavía necesitaba más personas, por lo que El Doc integró a Alberto de la Torre, y también a Luis Mario Vitette Sellanes, un delincuente oriundo de Uruguay, que había conocido en su paso por la prisión de Punta Carretas.

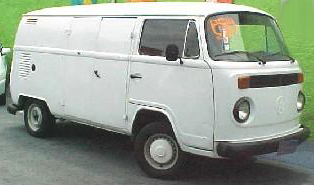
Volkswagen Kombi T1.5, similar a la furgoneta en la que escaparon los perpetradores.

Todos los miembros se juntaron en el desaguadero cercano al banco. Allí, Araujo y Bolster les enseñaron su avance, el banco a robar y el posible escape. El grupo de delincuentes trabajó aproximadamente un año durante el cual compraron herramientas, equipos de buceo, botes, armas de juguetes, entre otras utilerías. También fabricaron una herramienta hidráulica para abrir las cajas de seguridad del banco al que llamaron «Cañón Power». También recorrieron las alcantarillas del desagüe pasando el banco para observar por donde podrían escapar, y ubicaron una a 14 cuadras por la calle Perú. Compraron una furgoneta Volkswagen Kombi T1.5 modificada, donde posteriormente depositarían el dinero para ser transportado en la huida. Julián Zalloechevarría, alias El Paisa, sería el encargado de manejar la furgoneta. También incluyeron a El Nene, un delincuente uruguayo conocido de Vitette.

## El increíble robo en Acassuso

#### Ingreso de los ladrones a la sucursal
El 13 de enero de 2006, pasadas las 12:20 (UTC -3), ingresaron al Banco Río dos personas, uno vestido con un traje gris y otro con un delantal y una peluca, eran El Doc y Alberto de la Torre. En ese mismo instante, El Paisa se ubicó en las calles Tres Sargentos y Libertad, a 14 cuadras del establecimiento, pasando avenida Santa Fe, lo mismo que Bolster, el cual se encontraba en el pozo subterráneo que habían cavado. Mientras que, a las 12:38 p. m., Vitette y El Nene ingresaron en vehículo al estacionamiento del banco a bordo de un vehículo Ford Escort. En complicidad ingresaron por distintas puertas los cuatro delincuentes y redujeron a clientes y empleados del banco. El encargado de seguridad de la entidad observó a través de las cámaras de seguridad la situación y alerto a la Policía Federal Argentina. Minutos después ingresó Araujo, con una chaqueta holgada y gorra. A las 12:50, los medios de comunicación argentinos fueron informados de la situación, la primicia la dio el canal Crónica TV. El establecimiento se encontraba con 23 rehenes en total.

#### Liberación de rehenes y negociación
El primer rehén fue liberado alrededor de las 14:00. Era Walter Serrano, empleado de seguridad, quien, con mucha resistencia, se oponía a salir de la garita policial que se encontraba en el subsuelo del banco. El encargado de comunicarse con el negociador de la policía fue Luis Mario Vitette Sellanes, quien anteriormente había asistido a clases de teatro para prepararse para la conversación. Este se comunicó mediante el teléfono del seguridad del banco y fue denominado por la prensa como "el hombre del traje gris".
Miguel Sileo fue el encargado de la negociación de parte de la Policía Federal Argentina con Vitette. La primera conversación fue una solicitud de Sileo para que los ladrones liberaran rehenes. No se llegó a un acuerdo, pero sirvió a ambas partes para «ganar tiempo».
A las 15:20, Walter, como se hacía llamar Vitette Sellanes, liberó al segundo rehén, un empleado del banco que salió muy nervioso. Poco después liberó a una clienta del banco que estaba embarazada. Mientras que Araujo escuchaba una conversación intervenida del Grupo Halcón vía un walkie-talkie, por donde obtenían información acerca de la acción policial, eso les ayudó a saber que había apostados francotiradores en las afueras del banco.

#### Escape
Una hora después, a las 16:30, Vitette se comunicó con Sileo para pedirle que les enviaran comida y bebida, ya que se encontraban acorralados y sentían que no iban a comer por mucho tiempo después de entregarse a la policía. En ese momento, los ladrones ya llevaban 143 cajas de seguridad abiertas y el pedido les dio tiempo para fugarse por el desagüe. El equipo comenzó su fuga bajando el dinero por el boquete hecho en la pared. Allí emprendieron su camino hasta la furgoneta, que estaba esperando.
Los perpetradores se fugaron del banco antes de las 17:00. En el desaguadero, comenzaron a cargar las bolsas con dinero en dos botes con un motor hecho por Bolster. Allí, se dirigieron vía subterránea a la esquina de las calles Tres Sargentos y Libertad. Una vez llegados a la ubicación, empezaron a cargar las bolsas desde el desagüe hasta la camioneta saliendo por una alcantarilla. Al finalizar la carga de todas las bolsas, se dirigieron con la furgoneta a un lugar en común para repartir el botín, en ese momento, no calculado.

#### Ingreso de la policía al banco
Cerca de las 19, un rehén llamó a su hermana, que se encontraba en las afueras del banco, y dijo que hacía varios minutos ya no escuchaban ruidos de los perpetradores, y eso dio pie a que la División Especial de Seguridad Halcón ingresara al establecimiento, para encontrarse con la fuga ya perpetrada. Al descender a las bóvedas de seguridad, la policía encontró con un cartel que decía «En barrio de ricachones, sin armas ni rencores, es sólo plata y no amores».
Según Araujo (en el documental Los ladrones: la verdadera historia del robo del siglo), cuando ellos llegaron a la locación secreta para distribuir el dinero entre los participantes, prendieron la televisión y lograron visualizar como el Grupo Halcón ingresaba al banco.
Recién a las 20:30, la policía encontró, detrás de un mueble, el boquete por el cual la banda había escapado. En el túnel, una bomba cazabobos detuvo a los agentes. Dos horas más tarde, la Brigada de Explosivos comprobó que era falsa.

## Fuga y posterior detención
Después de la fuga y la distribución del dinero por parte de los ladrones, se separaron y se dirigieron a distintos rumbos con la intención de no volver a verse nunca más. 
Al mes de realizarse el robo, Alberto de la Torre fue el primer detenido, al que le encontraron U$S 700 mil dólares dentro de un bolso, luego de la declaración de su esposa —en ese entonces—, Alicia di Tullio, que le facilitó los nombres de los delincuentes a la policía para llevar a cabo allanamientos y comenzar a detener a los integrantes.
A las semanas de la detención de Beto de la Torre, Sebastián García Bolster fue detenido en Villa Gesell; este inmediatamente confesó la participación en el robo al banco de Acassuso. Sin embargo, tras los allanamientos a Bolster, no encontraron ningún monto de dinero.
Al momento de enterarse de la detención de Bolster, Luis Mario Vitette Sellanes, que se encontraba en Uruguay, recibió un llamado de El Doc, otro perpetrador, y este le comentó a Vitette que di Tullio quería U$S 300 mil para no delatar a los ladrones. Vitette acordó un juicio abreviado con la justicia argentina, por lo que se entregó en Buenos Aires y fue condenado primeramente a 21 años y 6 meses de cárcel.
Araujo, encontrándose en las sierras de San Juan, recibió el expediente de parte de su abogado, que contenía más de 8 cuerpos de páginas. Allí comenzó a perder peso, ya que se enteró de que tenía pedido de captura y sabía que si era encontrado, tendría que someterse a una rueda de reconocimiento. Antes de ser encontrado por la policía, fue encontrado por la Gendarmería Nacional Argentina, la cual le consultó qué se encontraba haciendo allí, Araujo, comentó que un retiro espiritual. Al momento de que la gendarmería revise la carpa donde se encontraba durmiendo este, los interrumpió diciéndoles «no pierdan tiempo, yo soy Fernando Araujo».
Dos semanas después, la mayoría de los ladrones fueron liberados, pero con causas penales abiertas.

## El juicio
El 15 de febrero de 2010, cuatro años después del hecho, comenzó el juicio a los detenidos: Rubén Alberto De la Torre de 56 años, Fernando Araujo de 41 años, Sebastián García Bolster de 40 años y Julián Zalloecheverría de 51 años.
Primeramente, las condenas fueron de más de 20 años, sin embargo, no se reconoció ningún arma en los allanamientos que coincidiera con las utilizadas en el robo al banco, ya que las que se encontraron con coincidencia, eran de juguete y fueron dejadas en el banco al momento de la fuga. Sin embargo, Walter Serrano, guarda de seguridad y primer liberado del banco, aseguró que el hombre del guardapolvo (Alberto de la Torre) portaba una escopeta Browning 2000.
Al finalizar el juicio, Alberto «Beto» de la Torre fue condenado a 15 años de prisión; Fernando Araujo, a 14; José Julián «El paisa» Zalloecheverría, a 10; y Sebastián García Bolster «El Ingeniero», a 9, aunque estas penas fueron reducidas por casación penal y ya a mediados del año 2014, todos los imputados habían recuperado la libertad.

## Filmografía
- 2020 (película) El robo del siglo

- 2022 (documental) Los ladrones: la verdadera historia del robo del siglo[38]